# Мар'ївка (Близнюківська селищна громада)
Ма́р'ївка —  село в Україні, у Близнюківській селищній громаді Лозівського району Харківської області. Населення становить 60 осіб. До 2020 орган місцевого самоврядування— Софіївська сільська рада.

## Географія
Село Мар'ївка знаходиться на лівому березі річки Велика Тернівка, на протилежному березі село Новоселівка, поруч примикають села Рудаєве і Новомар'ївка. Біля села кілька загат. За 3 км залізнична станція Рудаєве.

## Історія
- 1825 - дата заснування.

12 червня 2020 року, відповідно до Розпорядження Кабінету Міністрів України № 725-р «Про визначення адміністративних центрів та затвердження територій територіальних громад Харківської області», увійшло до складу Близнюківської селищної громади.
19 липня 2020 року, в результаті адміністративно-територіальної реформи та ліквідації Близнюківського району, увійшло до складу Лозівського району Харківської області.

## Економіка
- В селі є молочно-товарна ферма.